# Goa, Daman en Diu
Goa, Daman en Diu was van 19 december 1961 tot 30 mei 1987 een unieterritorium van India. Het bestuurlijk centrum was Panaji.
Het unieterritorium bestond uit de huidige deelstaat Goa en de twee kleine kustenclaves Daman en Diu aan de kust van Gujarat. Het territorium vormde samen met Dadra en Nagar Haveli Portugees-Indië en werd in 1961 door India veroverd op de Portugezen. In 1975 werd deze annexatie bij India pas erkend door Portugal. Bestuurlijk was het unieterritorium onderverdeeld in de drie districten Goa, Daman en Diu. In 1987 werd Goa bevorderd tot deelstaat en werd het restant voortgezet als unieterritorium Daman en Diu.